# Diócesis de Goroka
La diócesis de Goroka (en latín: Dioecesis Gorokana y en inglés: Roman Catholic Diocese of Goroka) es una circunscripción eclesiástica de la Iglesia católica en Papúa Nueva Guinea. Se trata de una diócesis latina, sufragánea de la arquidiócesis de Mount Hagen. Desde el 14 de febrero de 2022 su obispo es Walenty Gryk, de los Misioneros del Verbo Divino.

## Territorio y organización
La diócesis tiene 11 157 km² y extiende su jurisdicción sobre los fieles católicos de rito latino residentes en la provincia de las Tierras Altas Orientales.
La sede de la diócesis se encuentra en la ciudad de Goroka, mientras que en la cercana Kefamo se halla la Catedral de María Auxiliadora.
En 2023 en la diócesis existían 11 parroquias.

## Historia
El vicariato apostólico de Goroka fue erigido el 18 de junio de 1959 mediante la bula Prophetica vox del papa Juan XXIII, obteniendo el territorio del vicariato apostólico de Alexishafen (hoy arquidiócesis de Madang).
El 15 de noviembre de 1966 el vicariato apostólico fue elevado a diócesis mediante la bula Laeta incrementa del papa Pablo VI.
Originalmente sufragánea de la arquidiócesis de Madang, el 18 de marzo de 1982 pasó a formar parte de la provincia eclesiástica de la arquidiócesis de Mount Hagen.
El 8 de junio de 1982 cedió una parte de su territorio para la erección de la diócesis de Kundiawa mediante la bula Ex quo in Papua del papa Juan Pablo II.

## Estadísticas
Según el Anuario Pontificio 2024 la diócesis tenía a fines de 2023 un total de 15 420 fieles bautizados.
| Año                                                                             | Población            | Población | Población      | Sacerdotes | Sacerdotes    | Sacerdotes    | Bautizados por sacerdote | Diáconos permanentes | Religiosos | Religiosos | Parroquias |
| Año                                                                             | Bautizados católicos | Total     | % de católicos | Total      | Clero secular | Clero regular | Bautizados por sacerdote | Diáconos permanentes | Varones    | Mujeres    | Parroquias |
| ------------------------------------------------------------------------------- | -------------------- | --------- | -------------- | ---------- | ------------- | ------------- | ------------------------ | -------------------- | ---------- | ---------- | ---------- |
| 1970                                                                            | 76 327               | 410 000   | 18.6           | 29         | 2             | 27            | 2631                     | 1                    | 48         | 19         |            |
| 1980                                                                            | 86 126               | 350 450   | 24.6           | 20         | 1             | 19            | 4306                     | 1                    | 30         | 14         | 15         |
| 1990                                                                            | 18 000               | 300 000   | 6.0            | 16         | 2             | 14            | 1125                     |                      | 26         | 30         | 9          |
| 1999                                                                            | 13 647               | 310 000   | 4.4            | 12         |               | 12            | 1137                     |                      | 22         | 21         | 8          |
| 2000                                                                            | 13 627               | 315 000   | 4.3            | 12         | 1             | 11            | 1135                     |                      | 21         | 20         | 9          |
| 2001                                                                            | 13 113               | 385 000   | 3.4            | 14         | 2             | 12            | 936                      |                      | 22         | 22         | 9          |
| 2002                                                                            | 14 000               | 385 000   | 3.6            | 15         | 3             | 12            | 933                      |                      | 21         | 21         | 8          |
| 2003                                                                            | 15 932               | 390 000   | 4.1            | 12         | 2             | 10            | 1327                     |                      | 17         | 19         | 8          |
| 2004                                                                            | 13 500               | 429 480   | 3.1            | 10         | 2             | 8             | 1350                     |                      | 14         | 21         | 9          |
| 2006                                                                            | 16 393               | 440 000   | 3.7            | 12         | 2             | 10            | 1366                     |                      | 15         | 24         | 9          |
| 2013                                                                            | 15 511               | 530 000   | 2.9            | 11         | 2             | 9             | 1410                     |                      | 13         | 20         | 10         |
| 2016                                                                            | 16 250               | 600 000   | 2.7            | 10         | 2             | 8             | 1625                     |                      | 11         | 19         | 9          |
| 2019                                                                            | 14 898               | 597 560   | 2.5            | 15         | 4             | 11            | 993                      |                      | 18         | 14         | 9          |
| 2021                                                                            | 15 199               | 650 000   | 2.3            | 13         | 3             | 10            | 1169                     |                      | 14         | 14         | 9          |
| 2023                                                                            | 15 420               | 677 790   | 2.3            | 10         | 2             | 8             | 1542                     |                      | 14         | 8          | 11         |
| Fuente: Catholic-Hierarchy, que a su vez toma los datos del Anuario Pontificio. |                      |           |                |            |               |               |                          |                      |            |            |            |

## Episcopologio
- Bernard Schilling, S.V.D. † (19 de diciembre de 1959-15 de noviembre de 1966 renunció)
- John Edward Cohill, S.V.D. † (15 de noviembre de 1966-30 de agosto de 1980 renunció)
- Raymond Rodly Caesar, S.V.D. † (30 de agosto de 1980 por sucesión-18 de junio de 1987 falleció)
- Michael Marai † (25 de octubre de 1988-15 de noviembre de 1994 renunció)
- Francesco Sarego, S.V.D. (6 de diciembre de 1995-9 de junio de 2016 retirado)
- Dariusz Piotr Kałuża, M.S.F. (9 de junio de 2016-12 de septiembre de 2020 nombrado obispo de Bougainville)
- Walenty Gryk, S.V.D., desde el 14 de febrero de 2022